# John Siman
John O'Connell Siman, född 7 oktober 1952 i Long Beach, är en amerikansk vattenpolospelare. Han deltog i den olympiska vattenpoloturneringen i Los Angeles där USA tog silver. Siman gjorde tre mål i turneringen.
Siman studerade vid Pasadena Community College och California State University, Fullerton. Han var tilltänkt för det amerikanska landslaget redan vid olympiska sommarspelen 1980 men USA beslutade att bojkotta OS den gången.
Siman gjorde fyra mål när USA vann vattenpoloturneringen vid panamerikanska spelen 1983 i Caracas.